# 시가노촌
시가노촌(志賀野村)은 와카야마현 가이소군에 있던 촌이다. 현재의 기미노정의 북서부에 해당한다.

## 역사
- 1889년 4월 1일 - 메이지 대합병에 의해 아마군 시가노촌이 성립하였다.
- 1896년 4월 1일 - 아마군, 나구사군과 합병해 가이소군이 되었다.
- 1955년 4월 1일 - 히가시노카미정에 편입해, 동일 사가노촌은 폐지되었다. 히가시노카미정은 당일 기미노정으로 개칭되었다.

## 참고문헌
- 角川日本地名大辞典 30 和歌山県